# علی‌محمد ایزدی
علی‌محمد ایزدی (زاده ۱۳۰۶ – درگذشته ۲۴ آذر ۱۴۰۰) وزیر کشاورزی کابینه مهندس بازرگان، سرپرست دانشسرای کشاورزی شیراز و نماینده شیراز در کنگره جبهه ملی دوم بود.  

## تولد
در سال ۱۳۰۶ خورشیدی در شیراز متولد شد و ریشهٔ خانوادگی وی در خاندان ابراهیمی ارسنجان است. پدرش را در کودکی از دست داد. با سه برادر کوچک‌ترش تحت سرپرستیِ مادر قرار گرفت. دوره‌های ابتدایی و متوسطه را در شیراز گذراند و در رشته کشاورزی از دانشگاه تهران فارغ‌التحصیل شد و به خدمت وزارت آموزش و پرورش درآمد.

## تحصیلات
در سال ۱۳۴۷ به قصد مهاجرت به آمریکا رفت و در رشته اقتصاد کشاورزی دکترا گرفت.

## سوابق کاری
در سال ۱۳۵۳ برای اشتغال به خدمات فرهنگی در دانشگاه پهلوی شیراز به ایران بازگشت و با عقد قراردادی چهار ساله با آن دانشگاه در بخش اقتصاد کشاورزی مشغول تدریس شد. بعد از اولین سخنرانیش در سطح دانشگاه، سازمان امنیت دستور برکناری او را صادر کرد. ولی بعد از پیگیری اولیا دانشگاه اجازه تحقیق بدون تدریس به او داده شد و به سرپرستی مؤسسه تحقیقات کشاورزی دانشگاه منصوب گردید. او در مهرماه ۱۳۵۷ پس از اتمام دوران قراردادش، به آمریکا برگشت. بعد از پیروزی انقلاب، دکتر یدالله سحابی تلفنی به او اطلاع داد که برای تصدی وزارت کشاورزی کابینه مهندس بازرگان انتخاب شده است. در اسفند ماه وارد ایران شد و در تمام مدت حکومت کابینه موقت با مهندس بازرگان همکاری کرد.

## سوابق فرهنگی
خدمات فرهنگی وی شامل تدریس در دانشسرای کشاورزی شیراز و سرپرستی آن، مشاورآیت الله عباس لطفیان سرگزی در مؤسسه آموزش عالی و پژوهشکده صحیفه سجادیه و رساله حقوقیه، تدریس و تحقیق در دانشکده کشاورزی دانشگاه پهلوی و سرپرستی اداره آموزش روستایی وزارت آموزش و پرورش در تهران بود.

## محکومیت و زندان
در دوران دانشجویی که مصادف با ملی شدن صنعت نفت بود، وارد مبارزات سیاسی و از پیروان مصدق شد. بعد از کودتای ۲۸ مرداد ۱۳۳۲ دو بار به زندان شاه افتاد. در سال ۱۳۴۱ به عنوان نماینده شیراز در کنگره جبهه ملی دوم شرکت کرد. اوعضو حزب مردم ایران بود و بعد از رفراندم شاه بار دیگر زندانی ساواک شد. بعد از زندان، با توصیه ساواک او را از کار آموزشی برکنار کردند.

## سوابق دینی
در زندان انفرادی با قرآن آشنا و فرصتی طلایی به دستش داد که برای اولین بار، قرآن را به عنوان راهنمای زندگی مطالعه کند و با توجه دقیق به آن، مسیر زندگی آینده‌اش را برنامه‌ریزی نماید.

## وضعیت فعلی
در سال ۱۳۵۸ در انتخابات دوره اول مجلس شورای اسلامی از شیراز شرکت نمود. روزی که برای یکی از سخنرانی‌های انتخاباتی به مسجد سپهسالار شیراز می‌رفت، مورد حمله شدید عده‌ای از چماقداران قرارگرفت. او در حالی که اتومبیل‌اش خرد شده بود، به‌طور معجزه آسایی جان به سلامت برد. غروب همان روز ستاد انتخاباتی‌اش غارت و در و پنجره‌ها شکسته و اثاثیه به آتش کشیده شد. بعد از انتخابات، برای مسافرتی کوتاه و دیدن خانواده‌اش به آمریکا رفت ولی اجباراً نتوانست به ایران برگردد. سال بعد به کانادا رفت وی روز چهارشنبه ۲۳ آذر ۱۴۰۰ به درگذشت و پیکرش در سکوت خبری در مقبره شاه داعی الله در شیراز به خاک سپرده شد.

## مقالات و کتابها
1. چرا عقب مانده‌ایم؟جامعه‌شناسی مردم ایران/ تهران: نشر علم، ۱۳۸۲
2. نجات
3. چه باید کرد؟
4. مقالات ضمیمه
5. مبانی اقتصاد در اسلام
6. برای اقتصاد مملکت چه کنیم؟
7. آزادیهای انسان مسطوردر قرآن
8. پیشنیازهای مطالعة قرآن و تدبّر در آن
9. دین و حکومت
10. تحلیلی از آیه ۳۴ سوره النساء
11. بهره یا ربا در سیستم اقتصاد اسلامی
12. قرآن و حدیث
13. کتاب و حکمت
14. اصلاحات ارضی شاه و اثرات آن بر انقلاب
15. اعجاز ریاضی در قرآن